# 第55回天皇杯全日本サッカー選手権大会
第55回天皇杯全日本サッカー選手権大会（だい55かいてんのうはいぜんにほんサッカーせんしゅけんたいかい）は、1975年（昭和50年）12月14日から1976年（昭和51年）1月1日まで開かれた天皇杯全日本サッカー選手権大会である。

## 概要
- 本大会出場は26チーム。

## 出場チーム

### 日本サッカーリーグ1部
- 東洋工業（24回目）
- 新日本製鐵（19回目）
- 古河電工（12回目）
- 日立製作所（11回目）
- 三菱重工（11回目）
- ヤンマー（8回目）
- 日本鋼管（5回目）
- 永大産業（4回目）
- トヨタ自工（4回目）
- フジタ工業（4回目）

### 北海道
- 函館サッカー（初出場）

### 東北
- 新日鐵釜石（3回目）

### 関東
- 早稲田大学（15回目）
- 中央大学（13回目）
- 明治大学（8回目）
- 法政大学（7回目）

### 北信越
- 日精樹脂工業（初出場）

### 東海
- 中京大学（初出場）
- ヤマハ発動機（初出場）

### 関西
- 大阪商業大学（5回目）
- 田辺製薬（4回目）
- 電電近畿（3回目）
- 大阪体育大学（初出場）

### 中国
- 三菱石油（初出場）

### 四国
- 帝人松山（6回目）

### 九州
- 九州産業大学（3回目）

## 試合

### 1回戦
- 日本鋼管 2-0 早稲田大学
- 田辺製薬 1-3 永大産業
- 大阪体育大学 1-2 中京大学
- ヤマハ発動機 2-0 法政大学
- 九州産業大学 1-0 電電近畿
- 函館サッカー 0-6 中央大学
- 三菱石油 0-1 帝人松山
- 日精樹脂工業 1-3 明治大学
- トヨタ自工 2(PK5-4)2 大阪商業大学
- 新日鐵釜石 0-4 フジタ工業

### 2回戦
- 日本鋼管 1(PK3-2)1 永大産業
- 中京大学 0-3 日立製作所
- 新日本製鐵 2-1 ヤマハ発動機
- 九州産業大学 0-4 ヤンマー
- 三菱重工 1-0 中央大学
- 帝人松山 0-2 東洋工業
- 古河電工 3-1 明治大学
- トヨタ自工 0-1 フジタ工業

### 準々決勝
- 日本鋼管 0-1 日立製作所
- 新日本製鐵 0-2 ヤンマー
- 三菱重工 2-1 東洋工業
- 古河電工 1-2 フジタ工業

### 準決勝
- 日立製作所 1-0 ヤンマー
- 三菱重工 0-1 フジタ工業

### 決勝
- 日立製作所 2-0 フジタ工業